# Rosie Casalsová
Rosemary „Rosie“ Casalsová (* 16. září 1948, San Francisco) je bývalá americká tenistka. V roce 1970 byla světovou trojkou ve dvouhře. Na French Open si zahrála finále dvouhry v letech 1970 a 1971. V prvém případě podlehla Australance Margaret Courtové, ve druhém krajance Billie Jean Kingové. Byla čtyřikrát v semifinále Wimbledonu (1967, 1969, 1970, 1972) a jednou v semifinále Australian Open (1967).
V ženské čtyřhře se stala pětinásobnou wimbledonskou šampionkou (1967, 1968, 1970, 1971, 1973) a čtyři tituly získala na US Open (1967, 1971, 1974, 1982). Při všech těchto triumfech jí po boku stála krajanka Billie Jean Kingová, krom US Open 1971, kde vytvořila pár s Australankou Judy Tegartovou Daltonovou, a US Open 1982 odehrála s další australskou tenistkou Wendy Turnbullovou. Dvakrát v ženském deblu vyhrála Turnaj mistryň (1973, 1974), poprvé ve dvojici s Margaret Courtovou, podruhé s Billie Jean Kingovou.
Ve smíšené čtyřhře přidala do sbírky dva wimbledonské tituly (1970, 1972) a jedno vítězství ve Flushing Meadows. Obou wimbledonských triumfů v mixu dosáhla s Rumunem Iliem Năstasem, na americkém mezinárodním mistrovství zvítězila s krajanem Dickem Stocktonem.
S americkou reprezentací sedmkrát ovládla Pohár federace (1970, 1976, 1977, 1978, 1979, 1980, 1981). Má v této soutěži na kontě 34 výher a pouhé dvě prohry.
Za svou kariéru vyhrála 112 profesionálních turnajů, druhý největší počet za Martinou Navrátilovou. Během kariéry vydělala na turnajích 1,3 milionu dolarů.
Patřila k aktivistům, kteří na konci 60. let dvacátého století prosadili sjednocení amatérského a profesionálního tenisu, vznik otevřené éry, k čemuž ji motivovalo i to, že sama pocházela z velmi chudých poměrů. Patřila též k bojovnicím za vyšší odměny ženským tenistkám, a tím pádem stála i u zrodu organizace WTA, která právě z tohoto boje vzešla. V roce 1972 byla na Wimbledonu donucena převléknout se do bílého oblečení, když přišla na kurt v oděvu s purpurovým vzorem. Později vtipkovala, že se toto oblečení stalo slavnějším než ona.
Byla vzdálenou příbuznou slavného violoncellisty Pabla Casalse. Její rodiče přišli do USA ze Salvadoru.
V roce 1996 byla uvedena do Mezinárodní tenisové síně slávy.